# أولغا غونزاليس سنابريا
أولغا د. غونزاليس سانابريا (بالإسبانية: Olga D. González-Sanabria) هي عالمة ومخترعة من بورتوريكو. ولها أعلى تصنيف في أبحاث الهيسبانو  في مركز أبحاث ناسا جلين، وعضوا في قاعة النساء في ولاية أوهايو من شهرة. غونزاليس سانابريا، مدير الخدمات الهندسية والتقنية، وهي المسؤولة عن تخطيط وتوجيه مجموعة كاملة من الخدمات المتكاملة بما في ذلك الهندسة والتصنيع والاختبار، وإدارة المرافق والخدمات الطائرات لمركز أبحاث جلين. لعبت دورا أساسيا في تطوير «لونغ دورة الحياة بطاريات النيكل والهيدروجين» الذي يساعد على تمكين نظام الطاقة محطة الفضاء الدولية..